# Money Honey (песня Клайда Макфаттера и группы The Drifters)
«Money Honey» — песня, которую написал Джесси Стоун.
В 1953 году она была издана как сингл Клайдом Макфаттером (который у тому времени уже был широко известен как один из участников вокального квинтета Billy Ward and the Dominoes) и его новой группой Drifters.
В исполнении Клайда Макфаттера и группы The Drifters песня стала хитом. В ритм-н-блюзовом чарте синглов (который теперь называется Hot R&B/Hip-Hop Songs) американского журнала «Билборд» она добралась до 1 места, всего же в этом чарте провела 23 недели. К 1968 году этот сингл Клайда Макфаттера и группы The Drifters продался в США в более чем 2 миллионах экземплярах.
Также песня «Money Honey» в исполнении группы Drifters вместе с ещё тремя их песнями — «On Broadway», «There Goes My Baby» и «Up on the Roof» — входит в составленный Залом славы рок-н-ролла список 500 Songs That Shaped Rock and Roll.
Кроме того, в 1999 году сингл Клайда Макфаттера и группы The Drifters c этой песней (1953 год, Atlantic Records) был принят в Зал славы премии «Грэмми».

## Версия Элвиса Пресли
В 1956 году свою версию этой песни выпустил Элвис Пресли. Его версия была включена в его дебютную долгоиграющую пластинку Elvis Presley, а также издана в США отдельным синглом (с песней «One Sided Love Affair» на стороне Б).
В США в журнале «Билборд» песня «Money Honey» в исполнении Элвиса Пресли достигла 76 места в чарте синглов в жанре поп-музыки (главный хит-парад этого журнала, тогда назывался Top 100, теперь Hot 100).

### Чарты
| Чарт (1956)             | Наив. поз. |
| ----------------------- | ---------- |
| США (Billboard Top 100) | 76         |